# Пайн-Ридж (округ Ситрус, Флорида)
Пайн-Ридж (англ. Pine Ridge) — статистически обособленная местность, расположенная в округе Ситрус (штат Флорида, США) с населением в 5490 человек по статистическим данным переписи 2000 года.

## География
По данным Бюро переписи населения США статистически обособленная местность Пайн-Ридж имеет общую площадь в 65,27 квадратных километров, водных ресурсов в черте населённого пункта не имеется.

## Демография
По данным переписи населения 2000 года в Пайн-Ридж проживало 5490 человек, 1836 семей, насчитывалось 2355 домашних хозяйств и 2576 жилых домов. Средняя плотность населения составляла около 84,11 человек на один квадратный километр. Расовый состав населённого пункта распределился следующим образом: 94,75 % белых, 2,59 % — чёрных или афроамериканцев, 0,16 % — коренных американцев, 1,42 % — азиатов, 0,02 % — выходцев с тихоокеанских островов, 0,75 % — представителей смешанных рас, 0,31 % — других народностей. Испаноговорящие составили 2,82 % от всех жителей статистически обособленной местности.
Из 2355 домашних хозяйств в 14,1 % воспитывали детей в возрасте до 18 лет, 72,1 % представляли собой совместно проживающие супружеские пары, в 3,9 % семей женщины проживали без мужей, 22,0 % не имели семей. 18,4 % от общего числа семей на момент переписи жили самостоятельно, при этом 13,2 % составили одинокие пожилые люди в возрасте 65 лет и старше. Средний размер домашнего хозяйства составил 2,21 человек, а средний размер семьи — 2,48 человек.
Население статистически обособленной местности по возрастному диапазону по данным переписи 2000 года распределилось следующим образом: 12,1 % — жители младше 18 лет, 2,4 % — между 18 и 24 годами, 13,3 % — от 25 до 44 лет, 32,8 % — от 45 до 64 лет и 39,4 % — в возрасте 65 лет и старше. Средний возраст жителей составил 60 лет. На каждые 100 женщин в Пайн-Ридж приходилось 87,3 мужчин, при этом на каждые сто женщин 18 лет и старше приходилось 86,5 мужчин также старше 18 лет.
Средний доход на одно домашнее хозяйство статистически обособленной местности составил 43 464 доллара США, а средний доход на одну семью — 46 810 долларов. При этом мужчины имели средний доход в 41 400 долларов США в год против 25 366 долларов среднегодового дохода у женщин. Доход на душу населения статистически обособленной местности составил 43 464 доллара в год. 3,4 % от всего числа семей в населённом пункте и 5,9 % от всей численности населения находилось на момент переписи населения за чертой бедности, при этом 8,8 % из них были моложе 18 лет и 6,4 % — в возрасте 65 лет и старше.